# Тони Брайз
Антъни Уилям Брайз (на английски: Anthony William Brise) (28 март 1952 в Ерит, Кент – 29 ноември 1975 в Арклей, Лондон) е британски автомобилен състезател. Той спечели две от трите Британски шампионати за Формула 3 през 1975. Той участва в 10 състезания във Формула 1 и печели само 1 точка.
Брайз прави дебют за Голямата награда на Испания през 1975 на 27 април 1975 като пило на Уилямс където показа голяма потенциалност и майсторство завършейки на 7-а позиция за да бъде в отбора на Греъм Хил малко по-късно в сезона. Дебютът като пилот на Ембаси Хил бе за ГП на Белгия. Там печели и единствената точа за Гп на Германия финиширайки на шеста позиция. След края на сезона отбора на Хил реши да участва само с един болид поради финансови причини. Тони тества болида Хил GH2 в Пол Рикар в пред-сезонните тестове преди 1976 г. Брайз и останалата част от екипа загиват в катастрофа на самолет, пилотиран от шефа на тима в Арклей заради гъстата мъгла.

## Класирания във Формула 1
| Година | Отбор                                | Шаси        | Двигател   | 1   | 2   | 3   | 4     | 5   | 6       | 7     | 8     | 9     | 10     | 11      | 12     | 13      | 14      | СШП  | Точки |
| ------ | ------------------------------------ | ----------- | ---------- | --- | --- | --- | ----- | --- | ------- | ----- | ----- | ----- | ------ | ------- | ------ | ------- | ------- | ---- | ----- |
| 1975   | Състезателни автомобили Франк Уилямс | Уилямс FW03 | Косуърт V8 | ARG | BRA | RSA | ESP 7 | MON |         |       |       |       |        |         |        |         |         | 19-и | 1     |
| 1975   | Ембаси Рейсинг с Греъм Хил           | Хил GH1     | Косуърт V8 |     |     |     |       |     | BEL Ret | SWE 6 | NED 7 | FRA 7 | GBR 15 | GER Ret | AUT 15 | ITA Ret | USA Ret | 19-и | 1     |